# 芦原 (大阪市)
芦原（あしはら）は、大阪府大阪市浪速区の町名。現行行政地名は芦原一丁目および芦原二丁目。

## 地理
浪速区の北西部に位置し、東に塩草、西に久保吉、南に浪速西、北に立葉と接している。

## 歴史
元は西成郡難波村の一部。1897年（明治30年）に大阪市へ編入され南区に所属。1900年（明治33年）に難波芦原町となった。1925年（大正14年）に新設された浪速区へ転属となり、同時に「難波」の冠称を廃した。1980年（昭和55年）に芦原1 - 2丁目に改編され、現在に至る。

## 世帯数と人口
2019年（平成31年）3月31日現在の世帯数と人口は以下の通りである。
| 丁目       | 世帯数  | 人口  |
| ---------- | ------- | ----- |
| 芦原一丁目 | 214世帯 | 254人 |
| 芦原二丁目 | 116世帯 | 227人 |
| 計         | 330世帯 | 481人 |

### 人口の変遷
国勢調査による人口の推移。
| 1995年（平成7年）  | 350人 | [ 5 ] |  |
| 2000年（平成12年） | 351人 | [ 6 ] |  |
| 2005年（平成17年） | 459人 | [ 7 ] |  |
| 2010年（平成22年） | 338人 | [ 8 ] |  |
| 2015年（平成27年） | 428人 | [ 9 ] |  |

### 世帯数の変遷
国勢調査による世帯数の推移。
| 1995年（平成7年）  | 151世帯 | [ 5 ] |  |
| 2000年（平成12年） | 188世帯 | [ 6 ] |  |
| 2005年（平成17年） | 227世帯 | [ 7 ] |  |
| 2010年（平成22年） | 250世帯 | [ 8 ] |  |
| 2015年（平成27年） | 278世帯 | [ 9 ] |  |

## 経済

### 産業
企業
- 東洋紙業 大阪本社（1丁目）
- 東洋紙業高速印刷 大阪本社（2丁目）

かつて存在した商工業者
- 金融業の菊地[10]、酒、醤油商の岸野[10]、油脂商の藤崎[11]がいた。

### 事業所
2016年（平成28年）現在の経済センサス調査による事業所数と従業員数は以下の通りである。
| 丁目       | 事業所数 | 従業員数 |
| ---------- | -------- | -------- |
| 芦原一丁目 | 16事業所 | 471人    |
| 芦原二丁目 | 22事業所 | 192人    |
| 計         | 38事業所 | 663人    |

## 交通

### 鉄道
- 南海電気鉄道
高野線 芦原町駅

### 道路
- 大阪府道29号大阪臨海線
- 阪神高速道路 阪神高速15号堺線 芦原出口

## 出身・ゆかりのある人物
- 新田長次郎（新田帯革製造所代表社員）[13] - 住所は芦原町[13]。
- 新田長三[13][14]（新田帯革製造所代表社員）[15] - 新田長次郎の息子[15]。
- 新田長夫[14]（ニッタ社長） - 新田長次郎の孫で、新田長三の息子[15]。

## その他

### 日本郵便
- 〒556-0029[3]（集配局：浪速郵便局[16]）